# Pandaka
Paṇḍaka é um termo relativo à sexualidade em sânscrito e em pali que não possui uma tradução precisa. A ele são incorporados múltiplos conceitos associados à homossexualidade, imaturidade, voyeurismo, impotência, infertilidade e pessoas eunucas. No entanto, ainda não há um consenso sobre a real definição de Pandaka nos textos antigos budistas, o que gera constantes debates e controvérsias. Este termo está sendo estudado, primordialmente, nos meios acadêmicos e teológicos Budistas.

## Contexto Histórico
No Cânone Vinaya em Pali, são definidos quatro tipos de gêneros sexuais: masculino, feminino, ubhatobyañjanaka e pandaka. Ubhatobyañjanaka refere-se a intersexo ou, de forma literal, uma pessoa com as marcas de ambos os sexos. Paṇḍaka, por sua vez, é um termo menos claro. No entanto, na literatura em pali são encontradas referências que indiquem que tal termo significava um eunuco, mas também são relatados cinco tipos de pandakas, sendo que eunuco é apenas um deles. Vale ressaltar que, dos cinco, apenas os últimos 3 foram considerados impedidos de serem ordenados completamente. Os cinco tipos de pandakas encontrados nas escrituras budistas são:
1. asittakapandaka - Um homem que obtém a satisfação de fazer sexo oral com outro homem e de ingerir seu sêmen, e só fica sexualmente excitado depois de ingerir o sêmen de outro homem.
2. ussuyapandaka - Um voyeur, um homem que ganha satisfação sexual ao ver um homem e uma mulher fazendo sexo, e só fica sexualmente excitado depois disso.
3. opakkamikapandaka - Um Eunuco, um homem que foi castrado.
4. pakkhapandaka - Pessoas que se excitam sexualmente dependendo das fases da lua.
5. napumsakapandaka - Uma pessoa sem genitais claramente definidos, seja homem ou mulher, tendo apenas um trato urinário e é congenitamente impotente

## Interpretações a respeito da Homossexualidade
Segundo alguns autores, há uma tendência errônea em classificar, de forma geral, as pessoas homossexuais como pertencente ao primeiro tipo de Pandaka (asittakapandaka). Há duas razões para não aceitar este tipo de interpretação: (a) parece improvável que muitos dos homossexuais acalmariam seu desejo sexual simplesmente trazendo outra pessoa para o clímax através, somente, do sexo oral; (b) outros atos homossexuais, embora fossem amplamente conhecidos e praticados na Índia antiga, não estão incluídos neste tipo ou em qualquer um dos outros tipos na lista de Pandakas. Além disso, os asittakapandakas, juntamente com os ussuyapandakas, ainda podem ser ordenados como monges, sendo que somente os tipos 3, 4 e 5 são impedidos de se ordenarem na sangha.